# Saturday Club
Saturday Club var ett radioprogram i Storbritannien, som sändes på  BBC Light Programme och senare i BBC Radio 1 mellan 1957 och 1969. Det var ett av landets första - och under flera år nästan enda - radioprogrammen som sände popmusik. Under större delen av programmets historia var Brian Matthew programledare.